# Хлордан
Хлорда́н — хлорорганическое соединение, циклодиенового ряда, инсектицид контактного и кишечного действия, относится к так называемой грязной дюжине. По решению Стокгольмской конвенции от 23 мая 2001 года, хлордан имеет запрет к применению, производству и реализации.

## Физико-химические свойства
Чистый хлордан представляет собой бесцветную или слегка янтарную маслянистую жидкость со слабым запахом хлора, практически нерастворимая в воде, хорошо растворяется во многих органических растворителях, в особенности в неполярных: в бензоле, толуоле, ксилолах, гексане, керосине, также смешивается во всех отношениях с кетонами, сложными эфирами, галогенпроизводными углеводородов (три- и тетрахлорметан итд.), низшими карбоновыми кислотами (уксусной, пропионовой), имеет температуру кипения 105 °С, давление паров составляет 1 — 10−5 мм рт. ст. при 25 °С. Технический хлордан — тёмно-коричневая вязкая жидкость, состоящей из смеси, содержащей по меньшей мере 23 различных соединений, включая изомеры хлордана, другие хлорированные углеводороды и побочные продукты. Основными составляющими технического хлордана являются транс-хлордан (γ-хлордан) (около 25 %), цис-хлордан (α-хлордан) (70 %), гептахлор, транс-нонахлор и цис-нонахлор (<1 %). Гептахлор, один из самых активных компонентов технического хлордана, — вязкая, бесцветная или жёлто-оранжевая жидкость с запахом хлора. Температура плавления чистого цис-хлордана равна 106 °С, а чистого транс-хлордана — 104 °С. Стоек к воздействию факторов внешней среды, но теряет стабильность в присутствии слабых щелочей.
Хлордан даёт несколько цветных реакций. При нагревании спирта с гидроксидом натрия и n-аминофенолом спиртовой раствор хлордана приобретает красно-коричневую окраску. При нагревании с пиридином и этилцеллозольвом в присутствии KОН появляется красное окрашивание, а при замене целлозольва этиленгликолем — красно-фиолетовое. Фиолетовая окраска возникает при нагревании метанольного раствора хлордана с диэтаноламином.

## История
Впервые синтезирован в 1945 году, также впервые появился на рынке США (в конце 1945 года началось коммерческое производство). В течение последующих 30 лет использовался в сельском хозяйстве в качестве инсектицида и протравителя. В 1988 году коммерческое применение хлордана было запрещено в Соединённых Штатах Америки. С 1983 по 1988 год основным и единственным видом использования хлордана была борьба с термитами в почве. Для этих целей его применяли главным образом в виде жидкости, которая заливалась или впрыскивалась в грунт по периметру фундаментов. В своё время хлордан вместе с гептахлором широко применялся в качестве пестицида для борьбы с насекомыми на разных видах сельскохозяйственных культур и других растениях. В 1978 году было опубликовано официальное извещение об отзыве разрешений на все виды использования хлордана, за исключением впрыскивания в грунт для борьбы с термитами и протравливания корней и ботвы непродовольственных культур. Продолжавшееся после этого в небольших масштабах применение хлордана для обработки непродовольственных культур было запрещено к 1983 году. Объём использования этого вещества резко сократился в 1970 годы, когда АООС отозвало разрешения на все виды его применения кроме борьбы с термитами в грунте. В СССР хлордан был изначально запрещён. По решению Стокгольмской конвенции имеет глобальный запрет на производство, применение и реализацию, однако, несмотря на запрет хлордан до сих пор используется в некоторых странах, так, например, в Китае он применяется для уничтожения термитов при строительстве зданий и плотин.

## Получение
Хлордан производится путём хлорирования циклопентадиена с образованием гексахлорциклопентадиена, который затем конденсируют циклопентадиеном для получения хлордена. Затем хлорден подвергают дальнейшему хлорированию при высокой температуре и давлении, в результате чего образуется хлордан.

синтез хлордана, посредством хлорирования хлордена, в результате которого образуется смесь энантиомеров: цис-хлордана (сверху) и транс-хлордана (снизу)

Сырьём для этого технологического процесса служат циклопентадиен, гексахлорциклопентадиен и хлор либо иной хлорирующий агент. Для изготовления хлордана используется двухступенчатая реакция. На первом этапе гексахлорциклопентадиен взаимодействует с циклопентадиеном в ходе реакции Дильса-Альдера. Эта реакция носит экзотермический характер и протекает интенсивно при температуре, достигающей примерно 100° С. При этом образуется хлорден. На втором этапе к незамещённой двойной связи присоединяется хлор. По имеющимся данным, преобладание реакции присоединения над реакцией замещения можно обеспечить с помощью целого ряда хлорирующих агентов, таких как хлористый сульфурил, а также катализаторов, таких как трихлорид железа, однако считается, что на практике для этих целей используют только хлор.

## Применение
Хлордан применяется в качестве контактного и кишечного инсектицида широкого спектра действия и как протравитель. Широко используется для защиты от насекомых-вредителей картофеля, технических и зерновых культур, овощей и фруктов, а также газонов и садовых насаждений.

### Форма выпуска
- Сухие смеси, дусты, гранулированные порошки (помимо хлордана содержат гептахлор, нонахлор, хлориндан, ГХЦГ, и др. инсектициды)
- Эмульсии и смачивающие порошки
- Растворы (в керосине, бензоле или минеральных маслах)[2][4].

### Синонимы и торговые названия
- АГ хлордан; Аспон; Аспон-Хлордан; Белт;
- CD 68; Chloordaan, zuiver; chlordan, kemisk rent;
- Chlordan, rein; Chlordane; Хлордан (гамма); Chlordane, pur; Технический хлордан;
- Хлориандин; Хлориндан; Хлоркил; Хлородан; гамма-Хлордан; Хлордан; Clordano, puro; Corodan(e); Chlordane HCS 3260; Хлордазол; Cortilan Neu;
- Дихлорхлорден; Доухлор; Dow-Klor;
- Ent 9932; Ent 25552-X; HCS 3260; Килекс-линдан;
- Кипхлор; M140; M410;
- Латка 1068;
- Ниран;
- Октахлор; Октахлор-4,7-метанотетрагидроиндан; Октахлордигидродициклопентадиен; Октахлоргексагидрометаноинден; Octa-Klor; Oktaterr; Ortho-Klor;
- SD 5532; Shell SD-5532; Стархлор; Synklor;
- Тат хлор 4; T-хлордан;
- Топихлор; Топихлор 20; Токсихлор;
- Unexan-koeder; Вельзикол 1068; Велискол 1068[2][3].

## Эффективность хлордана как пестицида
Хлордан эффективен в борьбе со многими грызущими насекомыми: жуками-короедами, пилильщиками, плодожорками, цветоедами, в особенности с термитами. При внесении эмульсий содержащие хлордан в почву эффективен против свекловичного долгоносика, колорадского жука, хрущей и др. Также его применяли против домашних насекомых: тараканов, муравьёв, комнатных мух, жуков-кожеедов и комаров. Он действует медленно, и чтобы умертвить тараканов, вызвав у них паралич, требуется шесть дней.

## Токсикология
Сильнодействующее ядовитое вещество с выраженным кожно-резорбтивным эффектом. Поражает преимущественно центральную нервную систему и внутренние органы, особенно печень и почки, является липофильным соединением. Токсичность хлордана пропорциональна содержанию гексахлорциклопентадиена. Технический хлордан, содержащий 5 % гексахлорциклопентадиена, токсичнее чистого.

### Острое отравление
Известны случаи отравлений при работе с эмульсией хлордана. Симптомы: тошнота, рвота, подёргивание конечностей, судороги, двоение в глазах. В более, тяжёлых случаях — быстрое развитие коллапса, заканчивающееся гибелью (по-видимому, помимо вдыхания хлордан всасывался через кожу). Дозу технического хлордана 100 мг/кг считают смертельной. Описаны случаи отравления при попадании в желудок 30 мг/кг. Описан случай отравления женщины, работавшей в течение 2 лет с инсектицидами и вылившей на платье смесь хлордана с ДДТ; погибла в судорогах через 40 мин.

### Хроническое отравление
У большинства лиц, занятых в сельском хозяйстве опрыскиванием, при концентрациях хлордана в воздухе порядка тысячных и десятитысячных долей миллиграмма на литр после окончания работ отмечались головные боли, тошнота, небольшое понижение артериального давления и др. Ingle, Ambrose et al. не считали возможным возникновение выраженных отравлений хлорданом при ингаляции вследствие малой летучести его. Спыну и др., обследуя рабочих производства хлорорганических инсектицидов (в том числе хлордана), при концентрации в воздухе порядка сотых и тысячных долей миллиграмма на литр отметили головные боли, слабость, нарушение сна, иногда сопровождающегося кошмарами, чувство опьянения во время работы, признаки астении нервной системы, снижение температуры кожи в дистальных отделах конечностей, температурные асимметрии, (асимметрии кровяного давления при общей наклонности к гипотонии, парасимпатический эффект (по ортоклиностатической пробе и глазно-сердечному рефлексу; в отдельных случаях извращённые или резко ослабленные сосудистые реакции; часто отсутствовал пиломоторный рефлекс). Обнаруживался уртикарный дермографизм; у 16 человек из 19 наблюдалась эозинопения.

### Действие на кожу
Описаны дерматиты у дезинфекторов, работающих с хлорданом, технический продукт раздражает кожу намного сильнее. Хорошо всасывается через кожу и может вызвать отравление таким путём.

### Распределение и превращения в организме, выделение
Обладает способностью к кумуляции. При скармливании овцам и телятам в дозе 10 мг/кг пищи максимальный стабильный уровень накопления в жире достигался через 4 недели.
После прекращения скармливания хлордана этим животным в дозах 10 и 25 мг/кг пищи препарат не обнаруживали в жире тела соответственно через 4 и 8 недель. У ребёнка, проглотившего технический хлордан, уже через 30 мин он обнаружился в крови, жире и моче 2,71 мг/л и сыворотке крови и 3,12 мг/кг в жире). В жире содержание хлордана быстро нарастало, достигало максимума на 8 день и составляло ещё 20 мг/кг на 90 день, когда в сыворотке оставалось ~0,1 мг/л. Хлордан выделяется с молоком лактирующих животных. Накапливаясь в организме матери до и во время беременности, хлордан отравляет потомство в период лактации.

### Действие на иммунную систему и канцерогенность
Хлордан классифицируется как вещество, относительно которого имеются свидетельства разрушительного влияния на иммунную систему в здоровом организме и возможно канцерогенное воздействие на человека (по оценке МАИР хлордан относится к веществам группы 2B то есть возможные канцерогены для людей). Технический хлордан представляет бо́льшую опасность нежели чистый, ибо он загрязнён изомерами нонахлора, оказавшиеся намного канцерогеннее, чем сам хлордан. Так, один из компонентов технического хлордана — транс-нонахлор связан с аденокарциномой предстательной железы, наблюдаемая у рабочих, которая вызвана при использовании технического хлордана в течение длительного периода.

## Меры предосторожности
При работе с хлорданом необходимо соблюдение специальных мер предосторожности. В случае необходимости контакта с хлорданом в производственных условиях для защиты органов дыхания — респираторы типа У-2-К, Ф-62Ш, «Новый промышленный противогаз», промышленный противогаз марки А с фильтром (в случае наличия паров и аэрозоля хлордана). Комбинезоны из плотной бумажной ткани (молескин); перчатки, плотно охватывающие запястье; защитные очки; специальная накидка с капюшоном для сигнальщиков; сапоги или бахилы. Строгое соблюдение мер личной гигиены. Запрещение курения и еды во время работы (места для приёма пищи должны располагаться не ближе чем в 100 м от места работы). Мытьё рук 5 % раствором питьевой соды. Спецодежду после работы сдавать в специально отведённые помещения и стирать не реже 1 раза в неделю. При производстве хлордана — изолированное расположение отдельных процессов и особо опасных операций, дистанционное управление, надлежащая вентиляция. Медицинские, предварительные и периодические осмотры работающих в контакте с хлорданом. Строгое соблюдение правил перевозки, хранения, применения, обезвреживания остатков, тары и спецодежды и т. д. К работе в контакте с хлорданом не должны допускаться беременные и кормящие женщины, а также лица, не достигшие 18 лет. Предельно допустимая концентрация 0,01 мг/м3. Наличие хлордана в пищевых продуктах не допускается.

## Экологические аспекты
Хлордан, как и все вещества из «грязной дюжины» обладает рядом свойств, которые нарушают экологическое равновесие и могут привести к экологической катастрофе:
- Химическая стойкость к воздействию внешней среды, он не подаётся биологическому разрушению;
- Биоаккумуляция, накапливается в почве или воде[15];
- Липофильность, приводящая к накоплению больших доз хлордана в жировой клетчатке животных, тем самым отравляя организмы;
- Нарушение пищевой цепи;
- Аэрозоли с хлорданом представляют угрозу для птиц, а также насекомых-опылителей.

Особенно чувствительны к хлордану рыбы (например, ЛД50(тех.хлордан) для голубого карпа составляет порядка 5·10−10 мг/л), земноводные и некоторые насекомые, такие как, например, пчёлы, которые гибнут при опылении обработанных хлорданом растений.